# Luiza Rosa Todi
Luiza Rosa Todi, née Luiza Rosa d’Aguiar le 9 janvier 1753 à Setúbal et décédée le 1er octobre 1833 est une chanteuse d’opéra portugaise.

## Biographie
Née dans la province portugaise d'Estramadure, à Setubal, elle s'installe toute jeune à Lisbonne largement détruite par le tremblement de terre. Son père donne des leçons aux fils de famille. Agée à peine de 15 ans, Luiza débute au théâtre dans le Tartuffe de Molière. 
Elle épouse le 20 juillet 1769 son professeur de chant le violoniste italien Francesco Saverio Todi qui confie la suite de sa formation au compositeur espagnol David Perez, directeur des théâtres de la cour. Avec son mari, elle aura six enfants. 
Elle débute au début des années 1770 au Portugal et en Angleterre dans l’Opéra-bouffe sans grand succès, et se tourne alors vers le répertoire tragique. En 1778, elle chante au Concert Spirituel. Ses auteurs favoris sont Paisiello et Piccini. Elle est la coqueluche des salons parisiens et fréquente celui de Madame Vigée-Lebrun. Elle se produit dans toutes les cours d’Europe et chante devant Frédéric II de Prusse, l’Empereur Joseph II et la grande Catherine II de Russie, qui subjuguée devient son amie. C'est l'apogée de sa carrière qui lui attire des jalousies, notamment avec le compositeur et maestro di cappella Giuseppe Sarti. Elle devient professeur de chant des princesses impériales. 
Elle quitte Moscou pour retourner pour deux ans à Berlin où, après la mort de Frédéric II, Frédéric-Guillaume a plus d'ambition pour le théâtre italien. La suite de sa carrière se déroule entre Paris, l'Italie, Madrid. 
Le couple revenu au Portugal, son mari meurt en 1803. Aimante et fidèle, elle portera le deuil jusqu’à la fin de ses jours, rendus tristes par la cécité qui la frappe. 
Luisa était une femme très cultivée, parlait cinq langues et jouait du pianoforte et de la harpe. C’était une mezzo au timbre naturellement émouvant, jouant avec beaucoup d’expression, anticipant les figures romantiques. Devenue aveugle, elle se retire à Lisbonne où elle meurt en 1833.

## Témoignage
Le compositeur Anton Reicha l’évoque dans son traité de la mélodie (1932) : « Il y a une évidence d’exécution, qui, si elle pouvait être connue de tous les chanteurs, exclurait toute autre exécution ; Madame Todi serait la cantatrice de tous les siècles ! »